# Štukanović
Štukanović je peraška patricijska obitelj Hrvata.
Među vodećim je peraškim obiteljima. Obiteljska tradicija govori da potječu od bratstva Perojevića (Peroevića), jedne od dvanaest peraških kazada.
Bili su jedna od peraških obitelji koje bile svenazočne u društvenom, političkom, gospodarskom, vojnom i vjerskom životu Perasta i Boke od 17. stoljeća. Dali su nekoliko gradskih načelnika (Tripuna, Matiju), barskog nadbiskupa Matiju Jurja, Petra, jednog od "dvanaest dobrih ljudi" (mirovnog suca), trgovca, kapetana i pomorskog poduzetnika, te potpukovnika Tripuna Ivanova i dr.
Obiteljska grobnica je u crkvi sv. Marka u Perastu, crkvi koja je sagrađena 1671. kao zadužbina obitelji Štukanovića, a osobito su za nju pridonijeli Tripun i Matija. Prvo je crkva bila podignuta u čast Bogorodice, sv. Ante, sv. Mateja i sv. Marka, a u crkvi je bila grobnica obitelji Štukanović. Druga grobnica je u crkvi sv. Jurja pred Perastom.
U obiteljskom se grbu kazade Perojevića, kojima su bili afilirani Štukanovići, nalazila su se dva ukrštena srebrna ptičja pera na plavom štitu.